# گمینا کوژلیتسه
گمینا کوژلیتسه (به لهستانی:  Gmina Kozielice) یک گمینا در لهستان است که در شهرستان پژتسه واقع شده‌است. گمینا کوژلیتسه ۹۴٫۵۱ کیلومتر مربع مساحت و ۲٬۶۱۱ نفر جمعیت دارد.